# Lorraine Nicholson
Lorraine Nicholson (ur. 16 kwietnia 1990 w San Francisco) – amerykańska aktorka i modelka, Miss Złotych Globów z 2007 roku.

## Życiorys
Wcieliła się w postać Alany Blanchard w filmie pt. Surferka z charakterem. W 2007 roku otrzymała tytuł Miss Złotych Globów.
Studiowała na Uniwersytecie Browna.

## Życie prywatne
Córka aktorów Jacka Nicholsona i Rebekki Broussard. Ma młodszego brata Raymonda, także aktora.